# Callistege insulata
Callistege insulata är en fjärilsart som beskrevs av Stanislaus Klemensiewicz 1929. Callistege insulata ingår i släktet Callistege och familjen nattflyn. Inga underarter finns listade i Catalogue of Life.